# Benjamin W. Niebel
Benjamin W. Niebel fue un catedrático, investigador y autor estadounidense, célebre por sus estudios en movimientos y por la autoría de libros de texto acerca de ingeniería industrial.

## Biografía
Recibió sus diplomas de licenciatura, maestría y doctorado en ingeniería industrial en la Universidad Estatal de Pensilvania. Después de dirigir el departamento de ingeniería industrial en Lord Manufacturing Company, se interesó en la enseñanza de la ingeniería.
Regresó a Universidad Estatal de Pensilvania como académico en 1947 y luego fue jefe del departamento de ingeniería industrial de 1955 a 1979.  Durante esos años escribió muchos libros de texto, entre ellos el libro original de estudio de tiempos y movimientos Motion and Time Study en 1955 y trabajó como consultor para muchas industrias.
Por sus servicios sobresalientes tanto en la industria como en la universidad, recibió el premio Frank and Lillian Gilberth Award que otorga el Instituto de Ingenieros Industriales en 1976, el Premio al Graduado de Ingeniería Sobresaliente concedido por el Colegio de Ingeniería en 1989, y el Premio al Servicio Destacado de parte de la Sociedad de Ingenieros de la Universidad Estatal de Pensilvania en 1992.
Falleció a los 81 años después de un viaje como ponente en el 4° Simposium Internacional de Ingeniería Industrial, en el Instituto Tecnológico de la Laguna, Torreón, Coahuila (México), el 9 de mayo de 1999 en la ciudad de Monterrey, Nuevo León, (México).